# 九台区
九台区是吉林省长春市下辖的一个市辖区，位于长春的东部。2014年10月20日国务院批准撤销九台市设立长春市九台区。區人民政府駐九台大街555號。

## 历史
九台的名字来源于清代的柳条边。清朝统治者把长白山一带视为满族发祥地，又因东北盛产人参、鹿茸，乌拉草，为了防止其他民族入内于康熙9年（1670年）至康熙20年（1681年）修筑了一条南起开原威远堡，北至吉林市法特哈亮子山，长达690多华里的柳条边，人们称之为"满族人的长城"，以封禁长白山一带。柳条边外为蒙古人放牧之地，柳条边内为满清皇家贵族狩猎之地。清朝在柳条边上设置168个边台和20个边门。邊臺在今九台区境内的有三台（今九台区上河湾镇三台村）、四台（今九台区上河湾镇四台村）、五台（今九台区上河湾镇五台村）、六台（今九台区城子街街道六台村）、七台（今九台区城子街街道七台村）、八台（今九台区苇子沟街道腰八台屯附近）、九台（今九台区九台街道）、饮马河台（今九台区东湖街道黑林村西南屯）、二台（今九台区东湖街道腰站村二台屯）、高台子（今九台区东湖街道）。九台以边台数序而得名。。

## 行政区划
九台区下辖15个街道办事处、2个镇、2个民族乡：
九台街道、营城街道、九郊街道、西营城街道、土们岭街道、苇子沟街道、兴隆街道、纪家街道、波泥河街道、卡伦湖街道、东湖街道、龙嘉街道、兴港街道、沐石河街道、城子街街道、其塔木镇、上河湾镇、胡家回族乡和莽卡满族乡。

## 人口
2020年，全區常住人口为799729人。户籍總人口78.0萬人。其中，城鎮人口20.0萬人，佔總人口25.7%；農村人口58.0萬人，佔總人口74.3%。

## 交通
- 229国道过境。
- 长图铁路：卡伦站、龙家堡站、九台站、营城站、土们岭站
- 长珲城际铁路：龙嘉站（服务机场）、九台南站
- 长春龙嘉国际机场

## 九台名人
- 朱欣月
- 石友三
- 成多禄
- 王志安